# مجلس نواب تكساس
مجلس نواب تكساس (بالإنجليزية: Texas House of Representatives)‏ هو مجلس النواب التشريعي لولاية تكساس الأمريكية، يقع المقر الرئيسي له في أوستن، تكساس، ويتكون من 150 مقعداً، وهو المجلس الأدنى في كونغرس تكساس.

## طالع أيضًا
- كونغرس تكساس